# Pieter Linthorst
Pieter Linthorst (vers 1757 - 21 juillet 1807) est un écrivain néerlandais de pièces de théâtre et de pamphlets politiques, homme politique et administrateur colonial sur la Côte-de-l'Or, qui est gouverneur général de la Côte-de-l'Or néerlandaise entre le 16 juin 1805 et sa mort le 21 juillet 1807.

## Biographie
Pieter Linthorst est né à Amsterdam de Pieter Linthorst senior et de Jannetje Cristoffels. Il est baptisé à l'Amstelkerk le 16 février 1757.
Linthorst est un auteur de pièces de théâtre et de pamphlets politiques et est membre du gouvernement provincial d'Utrecht entre 1796 et 1798. Il est ensuite élu membre de l'Organe représentatif de la République batave, où il a d'abord représenté la circonscription de Soestdijk et plus tard celle d'Amsterdam-VIII.
Pour une raison inconnue, Linthorst poursuit sa carrière politique en tant qu'administrateur colonial sur la Côte-de-l'Or néerlandaise. Il tient un journal de son voyage vers la Côte-de-l'Or, qu'il avait l'intention de publier. Le manuscrit qu'il a envoyé à son ami Antonie Lodewijk Heijstek dans la République batave est cependant confisqué par les Britanniques et n'a jamais atteint Heijstek.
Linthorst est nommé résident de Fort Crèvecœur à Accra le 20 avril 1802 et y sert jusqu'à ce qu'il prenne les fonctions de gouverneur général de la Côte-de-l'Or néerlandaise le 16 juin 1805, après que son prédécesseur Isaac de Roever est rapatrié en République batave pour se remettre d'une maladie. Sa nomination s'avère controversée, comme cela est fait par le petit conseil d'Elmina, sans la présence du résident de Fort Saint Anthony Jan Frederik König, qui est le résident le plus ancien de la Côte-de-l'Or et le successeur le plus logique de De Roever. König proteste contre la procédure, mais accepte néanmoins la décision prise. Cependant, tous les doutes sur la légitimité du règne de Linthorst sont levés lorsqu'il est officiellement nommé gouverneur général par les autorités de la République batave le 5 août 1805.
Pendant le mandat de Linthorst, la guerre Ashanti-Fanti éclate, qui a entre autres abouti à l'occupation Fante du Fort Amsterdam. Linthorst impute cela au manque de fournitures militaires de la métropole, qui à l'époque traverse une période mouvementée au cours de laquelle l'État client français de la République batave est remplacé par un royaume de Hollande dirigé par Louis Bonaparte comme roi.
En 1807, il envoie une proposition de colonisation de la Côte-de-l'Or à La Haye. Cependant, il mort pendant son service le 21 juillet 1807 sans pouvoir mener le projet.

## Vie privée
Pieter Linthorst est marié à Catharina Christina Kestlij, décédée en 1799. Après sa mort, il épouse Maria de Jongh (1779–1841) en 1802,. 

## Ouvrages

### Pièces
- De herëeniging : tooneelspel in 5 bedrijven
- De patriotten van zeventien honderd zeven-en-negentig : tooneelspel in drie bedryven
- De majoor Breekijzer op het vrede Feest te Nederoord : blijspel in 5 bedrijven
- Deugd en ondeugd, de De gevaarlyke gevolgen van de dweepzucht : tooneelspel in vyf bedryven